# Индепенденсия (провинция, Доминиканская Республика)
Индепенденсия (исп. Independencia) — провинция Доминиканской Республики, расположенная на западе, на границе с Гаити. Была отделена от провинции Баоруко в 1950 году.

## Муниципалитеты и муниципальные районы
Провинция разделена на шесть муниципалитетов (municipio), а в пределах муниципалитетов — на шесть муниципальных районов (distrito municipal — D.M.):
- Дуверхе
  - Венган-а-Вер (D.M.)
  - Пуэрто-Эскондидо (D.M.)
- Кристобаль
  - Батей 8 (D.M.)
- Ла-Дескубьерта
- Мелья
  - Ла-Колония (D.M.)
- Пострер-Рио
  - Гуаябаль (D.M.)
- Химани
  - Бока-де-Качон (D.M.)
  - Эль-Лимон (D.M.)

Население по муниципалитетам на 2012 год (сортируемая таблица):
| № | Название                | Общее население | Городское население | Сельское население |
| - | ----------------------- | --------------- | ------------------- | ------------------ |
| 1 | Дуверхе                 | 25 971          | 15 452              | 10 519             |
| 2 | Кристобаль              | 7952            | 2967                | 4985               |
| 3 | Ла-Дескубьерта          | 10 022          | 5767                | 4255               |
| 4 | Мелла                   | 5052            | 4131                | 921                |
|   | Пострер-Рио             | 6323            | 2338                | 3985               |
| 5 | Химани                  | 19 263          | 11 742              | 7521               |
| 6 | Провинция Индепенденсия | 74 583          | 42 397              | 32 186             |